# 野比玉子
野比玉子（台湾旧譯葉美玉）是日本動漫畫《哆啦A夢》中主角大雄的媽媽，是動漫畫中除了五位主角之外最常出現的人物。本姓片岡（羅馬音/英語：Kataoka）（台譯楊美玉），婚後改為夫姓野比，美國版本稱為Tammy。是一位勤勞的家庭主婦，個性相當保守，對於新產品及科技等毫無興趣，常為家中赤字煩惱。小時候相當頑皮搗蛋、成長之後頭腦聰明、成績優秀。對於大雄過失常加以嚴厲苛責；雖然如此，實則對大雄十分疼愛。

## 人物
野比玉子，小時候是一個霸道、野蠻、絕不認輸和健忘的人，但成績不錯。
擅長插花，其插花作品還曾經被宗師稱讚。曾經和周圍的主婦們組成合唱團，其本人嗓音也很不錯。除此之外還會品酒，但是一旦喝起來便停不下來，還會耍酒瘋。平常在家除了做家務之外，主要休閑生活是看雜誌、電視。
個性相當保守，對於新產品及科技毫無興趣也不想深入理解，亦不會支持大雄去追捧（可能是因為家中经常赤字），以至大雄常常妒忌小夫擁有最新科技及產品或玩具。除此之外為人處事也極度封閉，只要見到對於自身超出認知的事物或不符其觀念的景象就會用展現「憤怒」來掩蓋內心驚恐和無知。
大山版〈值得一聽的網路〉，大雄要求她買電腦，她竟說：「我一輩子都不買給你！」
與大雄一樣戴着眼鏡，近視也一樣頗深，在大雄出生前保持著披肩髮，出生後不久轉為現在的髮型。小時候非常調皮，也常常很粗心大意，媽媽曾藉著讓她以為弄丟了鑽石（實際上是鐵〔台灣大然版〕/玻璃〔台灣小叮噹時期DVD、中国大陆上海配音版〕做的便宜貨）而趁機教訓她，改正她的習慣。
初期設定由於是經歷過戰後缺糧的時期，對食物非常珍惜。後來則變成時常認為自己發胖的緣故而開始了節食減肥，每次減肥心情都會變得十分惡劣，甚至還會對家人無來由的遷怒。為此在作者去世後，動畫製作組以順應時代邏輯為由，逐漸將玉子改為戰後出生。
對大雄的態度
連載最初設定對獨生子野比大雄十分溺愛，後來逐漸轉變為嚴母形象，由於對自己兒子的未來感到煩憂，而對他非常嚴厲。常見原因依序為：
1. 考試成績不理想
2. 玩耍夜歸
3. 胡亂擺放物品
4. 亂用法寶導致家中髒亂
5. 房間發出噪音
6. 不做功課

其餘包括說話方式、老師家庭訪問、衣服弄髒、樓梯腳步有聲音、穿著鞋子進房、眼前景象超乎常態等，以至於演變成遇到大多事件/意外的第一反應皆是對大雄與哆啦A夢（或連同在場其他人）展開責罵（大山版「海水控制器」、「真實體驗電視」、「四次元入口袋」），而不是先去看有無人員受傷或理解來龍去脈，有時甚至沒顧慮到現場狀況而導致大雄慘遭嘲笑(如胖虎与小夫)。即使大雄因運氣差造成的事故（如在街上不幸跌倒造成衣服弄髒時）沒有即時聽大雄的解釋，而是首先責罵他，事後亦沒有給予安慰。
有時候如果自己不高興或得不到想要的東西/結果時還會對家裡的人任意遷怒，甚至還講出不合常理的話。
1. 某次她想買洋裝，但因家庭財務虧損而無法如願。隨後看到打棒球回來的大雄，就（先瞪一下再）怒斥：「又弄髒（衣服）了！」「媽媽洗衣很辛苦的！下次再弄髒就打赤膊！」
2. 時下流行長裙，但家中都是迷你裙所以不想去睽違已久的同學會(加上之前有告訴爸爸想去訂做不過沒做，現在訂做也來不及)，之後看到大雄就催促他趕快寫功課，大雄回答「早就寫完了」(水田版是沒有功課)，她回:「那就去做明天的功課」，接著，哆啦A夢覺得這句話很好笑，玉子看到後便罵說：「有什麼好笑的！？長了鬍子就一副了不起的樣子！」。

雖然對大雄十分嚴格，實則十分疼愛。她討厭大雄收養動物，因此每次大雄收養動物時，都要和哆啦A夢悄悄進行，不過也有數次例外──曾允許大雄飼養小貓小黑和狗狗柏高（詳情請看第43卷及大長篇第3卷），以及故意佯作不知，默許大雄暫時照顧受傷的麻雀幼兒雀太（短篇動畫〈雀太〉，台譯「淳太」）。玉子十分討厭蟑螂，另外，若聽到有人稱她為「凸眼金魚」時，會感到憤怒。

## 親人
在原作中登場有母親及一個姓名未公布的哥哥，父親在漫畫中登場比較少，但在動畫中比較多次出現。 
母親片岡𣖙
即大雄的外婆。大雄曾回到過去見她，曾為了教訓小時候頑皮又粗心的玉子，假裝玉子弄丟的玻璃珠是很貴的鑽戒。
弟弟片岡玉夫
個性內向，曾經作汽車推銷員。
父親(大雄的外公)

## 飾演
- 小原乃梨子（1973年）→千千松幸子（1979年4月至2005年3月）、川上倫子（少女、2000年3月）→三石琴乃（2005年4月至今）。
- 香港：區瑞華→許盈→袁淑珍、蔡惠萍（代配）、陳安瑩（電影版）
- 臺灣：許淑嬪、林美秀、穆宣名
- 中國大陸：赵娜、吕艳婷